# Elecciones a las Cortes Valencianas de 1987
Las Elecciones a las Cortes Valencianas de 1987 se celebraron el 10 de junio, en el marco de las elecciones autonómicas. El Partido Socialista del País Valenciano ganó por mayoría relativa. El socialista Joan Lerma fue investido Presidente de la Generalidad Valenciana tras un pacto con Esquerra Unida del País Valencià.

## Disolución de las Cortes y convocatoria de elecciones
El artículo 23.4 del Estatuto de Autonomía de la Comunidad Valenciana establece que la disolución y convocatoria de nuevas elecciones a las Cortes Valencianas se debe realizar por medio de un decreto del presidente de la Generalidad, el cual entrará en vigor el día de su publicación en el Diario Oficial de la Generalitat Valenciana (DOGV). En el mismo sentido se pronuncian los artículos 42 de la Ley Orgánica 5/1985 del Régimen Electoral General y 14 de la Ley 1/1987 Electoral Valenciana.
De este modo, las elecciones fueron convocadas el 14 de abril de 1987, tras publicarse en el DOGV el «Decreto 16/1987, de 13 de abril, del Presidente de la Generalitat Valenciana, de convocatoria de elecciones a las Cortes Valencianas», firmado el mismo día por el presidente de la Generalidad Valenciana Joan Lerma, previa deliberación del Consejo de la Generalidad Valenciana. En el decreto, se disolvían las Cortes Valencianas elegidas el día 8 de mayo de 1983, se convocaban elecciones autonómicas para el día 10 de junio de 1987 y se establecía el número de diputados a elegir en cada circunscripción electoral, sumando un total de 89:
- Circunscripción electoral de Alicante: 29 diputados.
- Circunscripción electoral de Castellón: 23 diputados.
- Circunscripción electoral de Valencia: 37 diputados.

Además, se fijaba que la campaña electoral tendría una duración de dieciocho días, desde las cero horas del día 22 de mayo de 1987 hasta las veinticuatro horas del día 8 de junio de 1987. Finalmente, indicaba que la sesión constitutiva de las nuevas Cortes Valencianas tendría lugar el día 2 de julio de 1987 a las 11:00 horas en el Palacio de Benicarló de Valencia.

## Candidaturas presentadas

### Candidaturas con representación previa en las Cortes Valencianas
A continuación, se muestra la lista de las candidaturas electorales que obtuvieron representación en las últimas elecciones a las Cortes Valencianas. Las candidaturas aparecen enumeradas en orden descendente de escaños obtenidos en las anteriores elecciones. Así mismo, los partidos y alianzas que conforman el gobierno en el momento de las elecciones están sombreados en verde claro.
| Candidatura | Candidatura                                       | Integrantes      | Candidato/a          | Candidato/a                  | Diputados previos (1983) |
| ----------- | ------------------------------------------------- | ---------------- | -------------------- | ---------------------------- | ------------------------ |
|             | Partido Socialista Obrero Español                 | PSPV-PSOE        |                      | Joan Lerma (Presidente e.f.) | 51                       |
|             | Federación de partidos de Alianza Popular         | Alianza Popular  |                      | Rita Barberá                 | 22                       |
|             | Esquerra Unida- Unitat del Poble Valencià         | EUPV UPV         |                      | Albert Taberner              | Nuevo                    |
|             | Unión Valenciana                                  | Unión Valenciana |                      | Filiberto Crespo             | 5                        |
|             | Partido Demócrata Popular- Centristas Valencianos | PDP CV           | José María de Andrés | José María de Andrés         | 4                        |

### Resto de candidaturas
A continuación, se muestra un listado con todas las candidaturas proclamadas por la Junta Electoral de la Comunidad Valenciana ordenadas alfabéticamente, junto con los candidatos de cada provincia. En negrita se resalta el candidato o la candidata a la presidencia de la Generalidad Valenciana en aquellos casos en que se haya comunicado.
|                                                    | Centro Democrático y Social (CDS)                                  | Gerardo Muñoz Lorente       | Pedro Enrique Gozalbo Herrero | José Luis Boado Martínez             |
|                                                    | Coalición Electoral Valenciana (CEV)                               | Francisco Zaragoza Gomis    | Enrique Monsonís Domingo      | Antonio López Sellés                 |
|                                                    | Esquerra Nacionalista Valenciana (ENV-URV)                         | Alberto Marín Sanchis       | Salvador Vives Morro          | Francesc Xavier Marí Cerezo          |
|                                                    | Frente de Izquierdas (FI)                                          |                             |                               | Andreu Mas Carbó                     |
|                                                    | Los Verdes (LV)                                                    | Luis Antonio Villada Lobete | Justo Molina Rodríguez        | José Merlo Lillo                     |
|                                                    | Partido de los Trabajadores de España-Unidad Comunista (PTE-UC)    | Manuel Martínez Lledó       | Vicente Zaragozá Meseguer     | Juan Villalba González               |
|                                                    | Partido Obrero Socialista Internacionalista (POSI)                 |                             | Alberto Gordo García-Madrid   | José Blas Ortega Llavador            |
|                                                    | Plataforma Humanista (PH)                                          | Siro Pérez Monasor          | María Antonia del Valle Ruiz  | Mª Ángeles González-Moralejo Montoro |
|                                                    | Unidad Popular Republicana (UPR)                                   | Ricardo Piñol Soler         | Ángel Serrano Molina          | Sergio González Zarzo                |
|                                                    | Unificación Comunista de España (UCE)                              | Rafael Adrián Serrano       | Francisca Blasco Castell      | Juan Aparicio Quiles                 |
|                                                    | Vértice Español de Reivindicación del Desarrollo Ecológico (VERDE) |                             |                               | Antonio Gabriel Pérez Mateu          |
| Fuente: Junta Electoral de la Comunidad Valenciana |                                                                    |                             |                               |                                      |

## Sondeos
| Sondeo                                                               | Sondeo     | PSPV-PSOE | AP     | CDS    | UV     | EUPV  | Diferencia |      |      |      |      |
| Sondeo                                                               | Sondeo     | 1983      | 1983   | 1983   | 1983   | 1983  | 1983       | 1983 | 1983 | 1983 | 1983 |
| -------------------------------------------------------------------- | ---------- | --------- | ------ | ------ | ------ | ----- | ---------- | ---- | ---- | ---- | ---- |
| Elecciones a las Cortes Valencianas de 1983                          | Porcentaje | 51,77%    | 32,11% | 1,90%  | Con AP | 7,51% | 19,66 pp   |      |      |      |      |
| Elecciones a las Cortes Valencianas de 1983                          | Escaños    | 51        | 32     | 0      | Con AP | 6     | 19         |      |      |      |      |
| 1986                                                                 |            |           |        |        |        |       |            |      |      |      |      |
| Elecciones generales de 1986                                         | Porcentaje | 47,49%    | 28,84% | 8,78%  | 3,08%  | 4,70% | 18,65 pp   |      |      |      |      |
| Elecciones generales de 1986                                         | Escaños    | 18        | 10     | 2      | 1      | 0     | 8          |      |      |      |      |
| 1987                                                                 |            |           |        |        |        |       |            |      |      |      |      |
| Sofemasa/AP Fecha toma de datos: 16 de abril de 1987                 | Porcentaje | 35,30%    | 23,50% | 13,70% | 5,90%  | 5,90% | 11,80 pp   |      |      |      |      |
| Demoscopia/El País Fecha toma de datos: del 22 al 26 de mayo de 1987 | Porcentaje | 42,20%    | 26,80% | 12,70% | 4,80%  | 7,40% | 15,40 pp   |      |      |      |      |
| Demoscopia/El País Fecha toma de datos: del 22 al 26 de mayo de 1987 | Escaños    | 43        | 30     | 11     | 0      | 5     | 13         |      |      |      |      |
| Elecciones a las Cortes Valencianas de 1987                          | Porcentaje | 40,84%    | 23,42% | 11,12% | 9,04%  | 7,86% | 17,42 pp   |      |      |      |      |
| Elecciones a las Cortes Valencianas de 1987                          | Escaños    | 42        | 25     | 10     | 6      | 6     | 17         |      |      |      |      |

## Resultados

### Autonómico
Aquí se muestran los resultados totales de las candidaturas que obtuvieron al menos el 5% de los votos emitidos.
|  | 41,27 % |

|  | 23,67 % |

|  | 11,24 % |

|  | 9,14 % |

|  | 7,95 % |

|  | 1,00 % |

|  | 4,62 % |

|  | 1,04 % |

|  | 74,53 % |

### Por circunscripciones
|  | 72,77 % |

|  | 76,61 % |

|  | 75,06 % |

### Diputados electos
Tras estos resultados, la Junta Electoral de la Comunidad Valenciana proclamó como diputados de las Cortes Valencianas para la legislatura 1987-1991 a los siguientes candidatos:
| Elecciones a las Cortes Valencianas de 1987 Diputados electos | Elecciones a las Cortes Valencianas de 1987 Diputados electos | Elecciones a las Cortes Valencianas de 1987 Diputados electos | Elecciones a las Cortes Valencianas de 1987 Diputados electos | Elecciones a las Cortes Valencianas de 1987 Diputados electos |
| Candidatura                                                   | Candidatura                                                   | Alicante | Castellón | Valencia |
| ------------------------------------------------------------- | ------------------------------------------------------------- | --- | --- | --- |
|                                                               | PSPV-PSOE (42 diputados)                                      | 1. Antonio García Miralles 2. Alberto Pérez Ferré 3. Emilio Soler Pascual 4. José Asensi Sabater 5. María Dolores Marcos González 6. Miguel Antonio Millana Sansaturio 7. Juan Bautista Pastor Marco 8. Martín Sevilla Jiménez 9. Hermenegildo Rodríguez Pérez 10. Enrique Louis Rampa 11. Luis Gabriel Torregrosa Mira 12. Antonio Pérez Olcina 13. Ramón Berenguer Prieto 14. José Luis Gomis Gavilán | 1. Felipe Guardiola Sellés 2. Ernesto Fenollosa Ten 3. Juan Callao Capdevila 4. Félix Rodríguez Velasco 5. Ernesto Nabás Orenga 6. Alfredo Roé Justiniano 7. Rosa María Morte Julián 8. León Bravo Escoi 9. Joaquín Nebot Monzonís 10. Avelino Roca Albert 11. Artemi Vicent Rallo Lombarte | 1. Joan Lerma Blasco 2. Cipriano Ciscar Casabán 3. Rafael Blasco Castany 4. Vicent Enric Soler Marco 5. Luis Font de Mora Montesinos 6. Antonio Birlanga Casanova 7. Segundo Bru Parra 8. Rafael Recuenco Montero 9. María Antonia de Armengol Criado 10. Antonio Castro Leache 11. José Garés Crespo 12. Víctor Fuentes Prósper 13. Julio Millet España 14. Vicente Miguel Garcés Ramón 15. Leandro Picher Buenaventura 16. Joan Calabuig Rull 17. Antonio Cebrián Ferrer |
|                                                               | FAP (25 diputados)                                            | 1. Rafael Maluenda Verdú 2. Carlos Rafael Alcalde Agesta 3. Joaquín Santo Matas 4. Manuel Lorente Belmonte 5. Guillermo Sirvent Sirvent 6. Enrique Ferrer Sampere 7. Jaime Botella Mayor 8. Francisco Magro Espí 9. Juan Salvador Gaya Sastre | 1. Francisco Martínez Clausich 2. Daniel Ansuátegui Ramo 3. Enrique Eduardo Gómez Guarner 4. Joaquín Farnós Gauchía 5. Vicent Marco Moreno 6. José Antonio Boix González 7. José Vives Borrás 8. Francisco Javier Perelló Oliver                                                            | 1. María Rita Barberá Nolla 2. Manuel Giner Miralles 3. José Rafael García-Fuster y González Alegre 4. Jorge Lamparero Lázaro 5. Rafael Sanchis Perales 6. Fernando José Martínez Roda 7. Carlos Albelda Climent 8. Enrique López Salva |
|                                                               | CDS (10 diputados)                                            | 1. Gerardo Muñoz Lorente 2. Manuel Benabent Fuentes 3. José Ramón Navarro Nicolau 4. Salvador Ruso Pacheco | 1. Pedro Enrique Gozalbo Herrero 2. Vicente Bueso Aragonés 3. Carlos Laguna Asensi | 1. José Luis Boado Martínez 2. Luis Gil-Orozco Roda 3. Luis Ricardo Baquero Valdelomar |
|                                                               | Unión Valenciana (6 diputados)                                | | | 1. Filiberto Crespo Samper 2. Manuel Campillos Martínez 3. Vicente Blasco-Ibáñez Tortosa 4. Héctor Villalba Chirivella 5. Maria Àngels Ramón-Llin Martínez 6. Miquel Ramón Quiles |
|                                                               | EU-UPV (6 diputados)                                          | 1. Alfredo Alfonso Botella Vicent 2. Pasqual Mollà Martínez | 1. Aureli Ferrando Muria | 1. Albert Taberner Ferrer 2. Juan Pedro Zamora Suárez 3. Pere Miquel Mayor Penadés |
| Fuente: Cortes Valencianas                                    |                                                               | | | |

## Investidura del presidente de la Generalidad
| Resultado de la votación de investidura del presidente de la Generalidad Valenciana | Resultado de la votación de investidura del presidente de la Generalidad Valenciana | Resultado de la votación de investidura del presidente de la Generalidad Valenciana | Resultado de la votación de investidura del presidente de la Generalidad Valenciana | Resultado de la votación de investidura del presidente de la Generalidad Valenciana | Resultado de la votación de investidura del presidente de la Generalidad Valenciana | Resultado de la votación de investidura del presidente de la Generalidad Valenciana | Resultado de la votación de investidura del presidente de la Generalidad Valenciana | Resultado de la votación de investidura del presidente de la Generalidad Valenciana | Resultado de la votación de investidura del presidente de la Generalidad Valenciana |
| Candidato                                                                           | Fecha                                                                               | Voto                                                                                | PSPV-PSOE                                                                           | Alianza Popular                                                                     | Centro Democrático y Social                                                         | Unió Valenciana                                                                     | EUPV                                                                                | Total                                                                               |                                                                                     |
| ----------------------------------------------------------------------------------- | ----------------------------------------------------------------------------------- | ----------------------------------------------------------------------------------- | ----------------------------------------------------------------------------------- | ----------------------------------------------------------------------------------- | ----------------------------------------------------------------------------------- | ----------------------------------------------------------------------------------- | ----------------------------------------------------------------------------------- | ----------------------------------------------------------------------------------- | ----------------------------------------------------------------------------------- |
| Joan Lerma (PSPV-PSOE)                                                              | 21 de julio de 1987 Mayoría requerida: absoluta (45/89)                             | Sí                                                                                  | 42                                                                                  |                                                                                     |                                                                                     |                                                                                     | 6                                                                                   | 48/89                                                                               |                                                                                     |
| Joan Lerma (PSPV-PSOE)                                                              | 21 de julio de 1987 Mayoría requerida: absoluta (45/89)                             | No                                                                                  |                                                                                     | 25                                                                                  |                                                                                     |                                                                                     |                                                                                     | 25/89                                                                               |                                                                                     |
| Joan Lerma (PSPV-PSOE)                                                              | 21 de julio de 1987 Mayoría requerida: absoluta (45/89)                             | Abs.                                                                                |                                                                                     |                                                                                     | 10                                                                                  |                                                                                     |                                                                                     | 10/89                                                                               |                                                                                     |
| Joan Lerma (PSPV-PSOE)                                                              | 21 de julio de 1987 Mayoría requerida: absoluta (45/89)                             | Aus.                                                                                |                                                                                     |                                                                                     |                                                                                     | 6                                                                                   |                                                                                     | 6/89                                                                                |                                                                                     |
| Fuente: Cortes Valencianas                                                          |                                                                                     |                                                                                     |                                                                                     |                                                                                     |                                                                                     |                                                                                     |                                                                                     |                                                                                     |                                                                                     |